# Nader Al Atat
Nader Al Atat (nascido a 21 de agosto de 1987) (em árabe: نادر الأتات) é um cantor libanês. A sua carreira musical começou após ganhar Studio Al Fan, um programa de televisão para jovens artistas. Participou em Super Star à idade de 16 anos, em 2005.

## Biografia
Al Atat nasceu em Shmustar, Bekaa, e começou a sua carreira artística através da concorrência televisiva Super Star 2005. Tinha 16 anos e foi considerado pelo comité como um caso especial entre seus pares. Herdou a voz "Halawa" do seu pai e após o Super Star apresentou a sua primeira canção titulada "Annie and Voet" com letra de Munir Bou Assaf e composta por Waseem Bustani. A canção foi um grande sucesso, e foi seguida por "I wished" de Mounir Bou Assaf e composta por Hisham Boulos, "Her Work and Mehla" com letra de Hussein Ismail e composta por Wissam Al Emir. O seu talento foi adoptado pelo artista Asi El-Hellani, que deu-lhe a canção "Mert Habibi" escrita por Munir Bou Assaf e "Post Tiyabak" e com melodia de Salim Assaf. Foi nomeado "Melhor Estrela Jovem" numa votação pública de uma estação de rádio libanesa.

## Discografia

### Singles
- 2015 : Ya Mohra[17]
- 2015 : Khams Hawasy
- 2016 : Ma Bstslem
- 2017 : Qalby Aleamen